# Lev Landau
Lev Davidovich Landau (Russisch: Лев Давидович Ландау; Lev Davidovitsj Landaoe) (Bakoe, 22 januari [O.S. 9 januari] 1908 – Moskou, 1 april 1968) was een prominente Sovjet-Azerbeidzjaanse natuurkundige die fundamentele bijdragen heeft geleverd aan verschillende onderdelen van de theoretische natuurkunde. In 1962 ontving hij de Nobelprijs voor Natuurkunde voor "zijn baanbrekende theorieën over de gecondenseerde materie, vooral vloeibaar helium".
Hij is daarnaast bekend van de reeks leerboeken in de theoretische natuurkunde die hij schreef samen met E. M. Lifschitz, beter bekend als Landau & Lifschitz.

## Biografie
Landau werd geboren in een Joods gezin uit Bakoe. Zijn vader was ingenieur in de lokale olie-industrie en zijn moeder was arts. Hij studeerde in 1927 af aan de faculteit natuurkunde van de Universiteit van Leningrad. Op 19-jarige leeftijd begon hij aan een promotiestudie bij het Natuurkundig-technisch Instituut van Leningrad, waar hij in 1929 zijn doctoraat behaalde.
Op een studiebeurs verstrekt door de Rockefeller Foundation bezocht hij als postdoc-student een aantal Europese universiteiten, namelijk die van Zürich (1928/29), Kopenhagen (1929/30) en Cambridge (1930/31). In Kopenhagen werkte hij onder meer samen met de Deense fysicus Niels Bohr terwijl hij in Cambridge samenwerkte met Ernest Rutherford. Daar ontmoette hij ook voor het eerste zijn landgenoot Pjotr Kapitsa en ontwikkelde hij zijn theorie betreffende diamagnetisme van metalen.
In 1931 keerde Landau terug naar Leningrad. Van 1932 tot 1937 was hij hoofd van de faculteit theoretische natuurkunde van het Polytechnisch Instituut te Charkov en vanaf 1937 was hij, als opvolger van Kapitsa, hoofd van de Theoretische Afdeling van het Instituut van Natuurkundige Vraagstukken van de Sovjet-Russische Academie van Wetenschappen. Daarnaast was hij hoogleraar theoretische natuurkunde aan de staatsuniversiteiten van Charkov en Moskou, en was hij betrokken bij de oprichting van het Instituut voor Natuurkunde en Techniek van Moskou.
Op 7 januari 1962 kwam Landau's auto in botsing met een tegemoetkomende vrachtwagen. Hij raakte zwaargewond, lag twee maanden in coma maar herstelde grotendeels van zijn verwondingen. Door zijn ongeluk kon hij dat jaar niet de Nobelprijs persoonlijk in ontvangst nemen. Hij overleed op 1 april 1968 en werd begraven op de bij het Novodevitsji-klooster behorende Novodevitsji-begraafplaats.

## Werk
Landaus werk omvatte alle gebieden van de theoretische natuurkunde, van de vloeistofmechanica tot de kwantumtheorie. Het belangrijkste deel van zijn werk betrof evenwel zijn baanbrekende theorie van gecondenseerde materie. Dit begon jaren 1930 met onderzoek naar de diamagnetische eigenschappen van metalen (Landau-kwantisering) en in 1936 met de formulering van de algemene thermodynamische theorie van fasetransities van de tweede orde. Na de ontdekking van superfluïditeit van vloeibaar helium in 1938 door Kapitsa begon Landau aan een uitgebreide studie naar dit fenomeen. Dit leidde uiteindelijk tot de constructie van de complete theorie over "kwantumvloeistoffen" bij extreem lage temperaturen.
Samen met Vitali Ginzburg ontwikkelde Landau een bevredigende verklaring voor de "klassieke" supergeleiding. Met deze beschrijvende Ginzburg-Landau theorie konden macroscopische eigenschappen van supergeleiders beschreven worden. Op basis van deze theorie kon een andere Russische wetenschapper, Aleksej Abrikosov, laten zien dat er twee soorten supergeleiders bestaan (Type-I en Type-II), elk met een verschillend gedrag in tegenwoordigheid van een magnetisch veld.

## Erkenning
Landau was lid van de Royal Society, de Deense en Nederlandse Koninklijke Academie van Wetenschappen, de National Academy of Sciences van de Verenigde Staten, erelid van de American Academy of Arts and Sciences, van de Physical Society (Londen) en van de Société Française de Physique.
Naast de Nobelprijs mocht hij in 1960 de Max Planck-medaille in ontvangst nemen alsmede de Fritz London Prize. Daarnaast won hij tweemaal de Stalinprijs (Staatprijs van de Sovjet-Unie), in 1941 en 1946, en in 1962 de Leninprijs (samen met Lifschitz).